# Pegoscapus torresi
Pegoscapus torresi är en stekelart som först beskrevs av Grandi 1920.  Pegoscapus torresi ingår i släktet Pegoscapus och familjen fikonsteklar. Inga underarter finns listade i Catalogue of Life.